# Claus Daa (1579–1641)

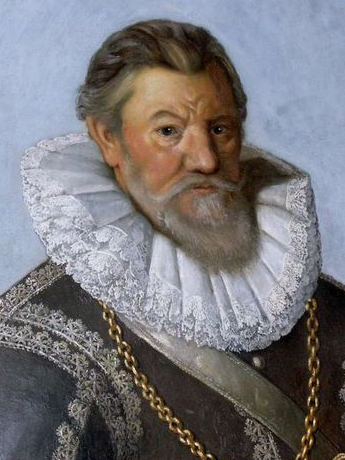

Claus Daa, född 1579, död 30 mars 1641, var ett danskt riksråd. Han var far till Oluf Daa.
Daa deltog i Kalmarkriget, innehade därefter åtskilliga län och blev 1625 riksråd. Som sådan tillhörde han oppositionen mot Kristian IV:s politik, men utnämndes dock 1630 till riksamiral. På expeditionen mot Hamburg väckte han dock missnöje. Daa misslyckades även med sin diplomatiska beskickning i Haag 1631 då han försökte medla mellan Spanien och Nederländerna och förnya förbundet mellan England och Danmark.